# Гюнксе
Гюнксе (нім. Hünxe) — громада в Німеччині, знаходиться в землі Північний Рейн-Вестфалія. Підпорядковується адміністративному округу Дюссельдорф. Входить до складу району Везель.
Площа — 106,8 км2. Населення становить 13 596 ос. (станом на 31 грудня 2020).